# Richard Pavlikovský
Richard Pavlikovský (* 3. März 1975 in Ilava, Tschechoslowakei) ist ein ehemaliger slowakischer Eishockeyspieler, der zwischen 2005 und 2013 bei den Krefeld Pinguinen aus der Deutschen Eishockey Liga unter Vertrag stand. Darüber hinaus spielte er für den HC Dukla Trenčín, HV71 Jönköping, die Grizzly Adams Wolfsburg und die Orli Znojmo.

## Karriere
Bereits in der Saison 1992/1993 konnte der damals 17-Jährige beim HC Dukla Trenčín sein Debüt in der 1. Liga der Tschechoslowakei geben und erzielte dabei in acht Einsätzen mit einem Assist seinen ersten Scorerpunkt. In der folgenden Saison 1993/94 brachte es der Verteidiger auf 30 Einsätze in der neu gegründeten slowakischen Extraliga und erzielte drei Vorlagen, woraufhin er einen Platz im Kader der Junioren-WM für das Team seines Heimatlandes erhielt. In der folgenden Spielzeit erzielte der Rechtsschütze in 35 Einsätzen drei Tore und vier Vorlagen und konnte vor allem seine Torquote in den folgenden Jahren deutlich steigern.

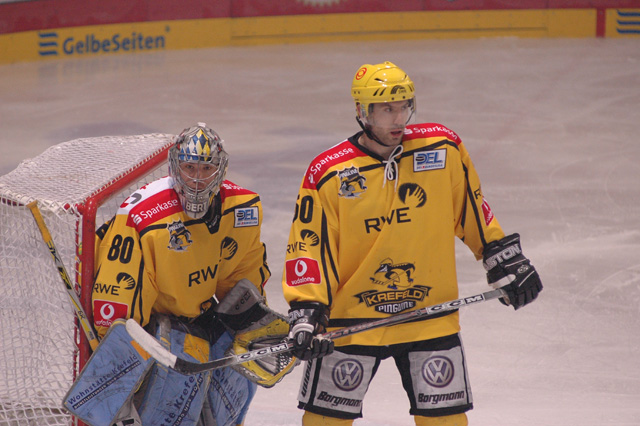
Richard Pavlikovský (rechts) zusammen mit Robert Müller

Im Spieljahr 1997/98 verbesserte er seine persönliche Punktebestleistung in 46 Spielen mit 13 Toren und neun Assists auf 22 Punkten, woraufhin auch ausländische Clubs auf den Abwehrspieler aufmerksam wurden, sodass Pavlikovský schließlich nach acht Jahren in Trenčín in die tschechische Extraliga zum HC Havířov wechselte. Hier konnte der Slowake in der deutlich stärkeren Liga wiederum sechs Tore und elf Vorlagen verbuchen, wodurch er bester Torschütze unter den Bluelinern des Teams und drittbester Scorer wurde. Infolgedessen wurde Richard Pavlikovský 2001 erstmals in den Kader der slowakischen Nationalmannschaft berufen, für die er an der WM in Deutschland teilnahm, dort jedoch im Viertelfinale gegen Tschechien ausschied.
Zur folgenden Spielzeit unterschrieb Pavlikovský einen Vertrag beim HV71 Jönköping aus der schwedischen Elitserien. Hier konnte der Verteidiger in 48 Saison- und Play-off-Partien neun Tore und acht Vorlagen erzielen und eine Plus/Minus-Statistik von +13 verbuchen. Zudem gehörte der Defensivspieler zum Olympiakader für die Spiele 2002 in Salt Lake City. Im Sommer 2003 wechselte Pavlikovský innerhalb der Liga zu Leksands IF, wo sein Vertrag jedoch nach einer Spielzeit nicht verlängert wurde und der Slowake daraufhin in die Deutsche Eishockey Liga zu den Grizzly Adams Wolfsburg wechselte.
Nach starkem Start in Wolfsburg zog sich der Slowake eine schwere Schulterverletzung zu, sodass er letztlich nur 29 Spiele inklusive Abstiegsrunde absolvieren konnte. Dabei erreichte Pavlikovský vier Tore und 16 Punkte. Der Abstieg der Niedersachsen führte jedoch zur Vertragsauflösung und der Verteidiger wechselte zur Saison 2005/06 zu den Krefeld Pinguinen, wo er einen Einjahresvertrag unterschrieb, der später bis 2012 verlängert wurde.
Nach der Saison 2012/13 wurde sein Vertrag aufgrund einer geplanten Verjüngung der Mannschaft nicht verlängert. Die Saisons 2013/14 und 2014/15 spielte er für den tschechischen Club Orli Znojmo in der Erste Bank Eishockey Liga. Zur Saison 2015/16 wechselt der mittlerweile 40-jährige Pavlikovsky zu seinem Heimatverein HC Dukla Trenčín, beendete 2016 seine Karriere und kehrte im Frühjahr 2017 noch einmal für ein Spiel aufs Eis zurück.

## Erfolge und Auszeichnungen
- 2007 Teilnahme am DEL All-Star Game
- 2008 Teilnahme am DEL All-Star Game
- 2009 Teilnahme am DEL All-Star Game

## Karrierestatistik
(Legende zur Spielerstatistik: Sp oder GP = absolvierte Spiele; T oder G = erzielte Tore; V oder A = erzielte Assists; Pkt oder Pts = erzielte Scorerpunkte; SM oder PIM = erhaltene Strafminuten; +/− = Plus/Minus-Bilanz; PP = erzielte Überzahltore; SH = erzielte Unterzahltore; GW = erzielte Siegtore; 1 Play-downs/Relegation; Kursiv: Statistik nicht vollständig)